# Larval Stage Planning
Larval Stage Planning（ラーバル・ステージ・プランニング）は、日本の女性ボーカルユニット。2014年4月以降は桐島愛里によるソロプロジェクトとして活動していた。所属レコード会社はLantis。略称はLSP。

## 概要
ユニット名の命名者はI'veのメインクリエイターである高瀬一矢。意味合いは「幼虫期計画」で、成長過程においてあらゆる方向性や可能性を追求し、実験的なものなども取り入れながら様々なジャンルの音楽に挑戦していくという意味が込められている。
当初は桐島愛里、舞崎なみ、朝見凛の3人で結成されたユニットだったが、2014年3月9日に舞崎と朝見の卒業が発表され、同年4月以降は「第二期幼虫期計画」としてリーダーを務めていた桐島によるソロユニット体制となった。
2019年7月31日を以って桐島がI'veとのアーティスト契約を終了した事により活動を終了した。その後、桐島はDJ AIRI KIRISHIMA名義で活動中。

## 活動終了時のメンバー
桐島愛里（きりしま あいり）
1989年11月6日生まれ。北海道札幌市出身。血液型はB型。身長164cm。特技はダンス。
- 幼少の頃にアイドルグループの影響で歌を歌うようになり、学生時代にはオーディションを受けたり音楽スクールに通うなど、本格的にプロの歌手を志すようになる。
- 友人の勧めで島みやえい子が講師を務めるボーカルスクールに入校し、歌や作詞・作曲の基礎を学ぶ。その後、島みやえい子に推薦されI'veのオーディションを受けて合格し、I'veに所属する運びとなる。

- 2009年10月発表の楽曲「two HeaRt」にてI'veボーカリストとしてデビュー。
- 2012年6月29日発売のアルバム『オマイラBEST -SHORT CIRCUIT BEST-』に収録されたPixy Lab.の楽曲「Sig-naL ～0時過ぎのSpace soldier～」では歌詞提供を行い、作詞家としての活動も始める。
- 2016年からはDJ AIRI KIRISHIMA、@iRIという名義を用いてアニソン系クラブイベントを中心にDJとしての活動も行っている。
- 2019年7月31日を以ってI'veとのアーティスト契約を終了した事を発表。

### 脱退したメンバー
舞崎なみ（まいさき なみ）
1990年9月8日生まれ。北海道札幌市出身。血液型はO型。身長158cm。
- 2014年4月にI'veを卒業。その後は高瀬一矢に師事し、NAMI名義でサウンド・クリエイターとしてI'veに復帰した。

朝見凛（あさみ りん）
1990年9月17日生まれ。北海道釧路市出身。血液型はO型。身長155cm。
- 2014年4月にI'veを卒業。その後の動向は不明。

## 来歴
2010年
- 6月22日、I'veのコンセプト・アルバム「SHORT CIRCUIT III」に収録された楽曲「Send-off〜涙色のスタートライン〜」でデビュー。
- 7月23日、デビューシングル「Rolling Star☆彡」をPC流通ルートで発売。

2011年
- 4月29日、通算2枚目のシングル「君+謎+私でJUMP!!」にて大手レコード会社「Lantis」よりメジャーデビューすることを発表。当初は3月13日の午後2時に発表される予定だったが、東日本大震災の影響で延期された[4]。

2012年
- 1月25日、メジャー2枚目（通算3枚目）のシングル「Trip -innocent of D-」を発売。

2013年
- 7月17日、メジャー3枚目（通算4枚目）のシングル「Sympathy」を発売。
- 11月6日、初のアルバム「LSP」を発売。

2014年
- 3月9日、舞崎なみ・朝見凛が卒業する旨が発表される。
- 10月29日、メジャー4枚目（通算5枚目）、ソロユニット化後初のシングル「Stargazer」を発売。

2019年
- 7月31日、桐島愛里がI'veとのアーティスト契約を満了したため活動終了。

## ディスコグラフィ

### シングル
| 枚           | 発売日         | タイトル             | 規格品番     | 規格品番     | 最高位       |
| 枚           | 発売日         | タイトル             | 初回限定盤   | 通常盤       | 最高位       |
| インディーズ | インディーズ   | インディーズ         | インディーズ | インディーズ | インディーズ |
| ------------ | -------------- | -------------------- | ------------ | ------------ | ------------ |
| 1st          | 2010年7月23日  | Rolling Star☆彡      |              | ICD-66020    | 圏外         |
| メジャー     |                |                      |              |              |              |
| 1st          | 2011年7月27日  | 君+謎+私でJUMP!!     | LACM-34829   | LACM-4829    | 48位         |
| 2nd          | 2012年1月25日  | Trip -innocent of D- |              | LACM-4894    | 32位         |
| 3rd          | 2013年7月17日  | Sympathy             | LACM-14107   | 31位         |              |
| 4th          | 2014年10月29日 | Stargazer            | LACM-14278   | 33位         |              |

### アルバム
|     | 発売日        | タイトル | 規格品番   | 最高位 |
| --- | ------------- | -------- | ---------- | ------ |
| 1st | 2013年11月6日 | LSP      | LACA-15354 | 165位  |

### オムニバス
- SHORT CIRCUIT III
  - Send-off〜涙色のスタートライン〜（作詞：KOTOKO／作曲：高瀬一矢／編曲：C.G mix）
- LEVEL OCTAVE
  - Rolling Star☆彡（作詞：KOTOKO／作曲・編曲：井内舞子）
- Evidence nine
  - find a piece（作詞：KOTOKO／作曲・編曲：高瀬一矢）
- The Time 〜12 Colors〜
  - Hydrangea（作詞：桐島愛里／作曲・編曲：NAMI） ※第二期幼虫期計画楽曲
- I've×Key Collaboration Album
  - Saya's Song（作詞・作曲：麻枝准／編曲：NAMI） ※第二期幼虫期計画楽曲
- ALIVE
  - 花びらとりぼん（作詞：Larval Stage Planning／作曲・編曲：中沢伴行）
  - ハニートラップ・アウフヘーベン（作詞：松島詩史、桐島愛里／作曲・編曲：C.G mix） ※第二期幼虫期計画楽曲
- ALIVE 初回限定版特典CD
  - INITIATIVE -2017 version-（作詞：川田まみ／作曲：中沢伴行／編曲：C.G mix） ※第二期幼虫期計画楽曲

### カバー
- TRIBAL LINK
  - blossomdays（作詞：松島詩史／作曲・編曲：C.G mix）
  - Lilies line（作詞：KOTOKO／作曲・編曲：C.G mix）

### ソロ名義楽曲
桐島愛里
- two HeaRt（作詞：KOTOKO／作曲・編曲：井内舞子）
- two HeaRt -Remix-（作詞：KOTOKO／作曲：井内舞子／編曲：一色由比）
- 絆 〜endless days〜（作詞：KOTOKO／作曲・編曲：井内舞子）
- EVE（作詞：桐島愛里／作曲・編曲：C.G mix）
- IN MY WORLD（作詞：川田まみ／作曲・編曲：尾崎武士）
- Steadily（作詞：川田まみ／作曲・編曲：C.G mix）
- Eternal song（作詞：桐島愛里／作曲：C.G mix／編曲：C.G mix、星野威）
- PROPOSE ～永遠に君と～（作詞：桐島愛里／作曲・編曲：高瀬一矢）
- I'll be there（作詞：桐島愛里／作曲：C.G mix／編曲：C.G mix、星野威）
- From me to you（作詞：桐島愛里／作曲・編曲：NAMI）

舞崎なみ
- piece of my heart（作詞：川田まみ／作曲：中沢伴行／編曲：中沢伴行、一色由比）
- 六花のうた（作詞：片岡とも／作曲・編曲：C.G mix）
- My Love,Honey.（作詞：舞崎なみ／作曲：中沢伴行／編曲：新井健史）

朝見凛
- lead to the smile（作詞：川田まみ／作曲・編曲：井内舞子）
- Got it!!（作詞：川田まみ／作曲・編曲：高瀬一矢）
- Got it!! -Extended Ver.-（作詞：川田まみ／作曲・編曲：高瀬一矢）
- Got it!! -English Mix-（作詞：川田まみ／英訳：舞崎なみ／作曲・編曲：高瀬一矢）
- 希望 〜NOZOMI・明日への架け橋〜（作詞：川田まみ／作曲：中沢伴行／編曲：中沢伴行、後平梨江）
- Take on your will -fu_mou remix-（作詞・作曲：高瀬一矢／編曲：fu_mou）

### タイアップ
| Rolling Star☆彡                 | PCゲーム『キサラギGOLD★STAR』オープニングテーマ                                  |
| 君＋謎＋私でJUMP!!              | テレビアニメ『バカとテストと召喚獣にっ!』オープニングテーマ                      |
| Trip -innocent of D-            | テレビアニメ『ハイスクールD×D』オープニングテーマ                                |
| Baby☆Seven Flight colors        | PCゲーム『かみデレ』オープニングテーマ                                           |
| Sympathy                        | テレビアニメ『ハイスクールD×D NEW 月光校庭のエクスカリバー編』オープニングテーマ |
| fire just do it                 | iPhone/Androidゲーム『GUNS N' SOULS』オープニングテーマ                          |
| syzygy                          | iPhone/Androidゲーム『GUNS N' SOULS』エンディングテーマ                          |
| find a piece                    | PCゲーム『カルマルカ*サークル』グランドオープニングテーマ                        |
| 花びらとりぼん                  | PCゲーム『魔女こいにっき』オープニングテーマ                                     |
| North Method                    | テレビアニメ『天体のメソッド』イメージソング                                     |
| Stargazer                       | テレビアニメ『天体のメソッド』オープニングテーマ                                 |
| ハニートラップ・アウフヘーベン  | PCゲーム『恋のハニトー ～えっちで甘いハニートラップ～』オープニングテーマ        |
| 桐島愛里                        |                                                                                  |
| two HeaRt                       | PCゲーム『FUTA・ANE 〜ふたあね〜』オープニングテーマ                             |
| 絆 〜endless days〜             | PCゲーム『もっと 姉、ちゃんとしようよっ!』エンディングテーマ                     |
| EVE                             | PCゲーム『真剣で私に恋しなさい!S』エンディングテーマ                             |
| IN MY WORLD                     | PCゲーム『猫撫ディストーション Exodus』オープニングテーマ                        |
| Steadily                        | PCゲーム『あねいもNeo 〜Second Sisters〜』オープニングテーマ                     |
| Eternal song                    | PCゲーム『あねいもNeo+ 〜Second Sisters〜』オープニングテーマ                    |
| PROPOSE 〜永遠に君と〜          | PCゲーム『はにつま』オープニングテーマ                                           |
| I'll be there                   | PCゲーム『はにつまHs 〜アフターウェディング〜』オープニングテーマ                |
| 舞崎なみ                        |                                                                                  |
| piece of my heart               | PCゲーム『恋と選挙とチョコレート』挿入歌                                         |
| 六花のうた                      | PCゲーム『ゆきいろ 〜空に六花の住む町〜』オープニングテーマ                      |
| My Love,Honey.                  | PCゲーム『辻堂さんの純愛ロード』エンディングテーマ                               |
| 朝見凛                          |                                                                                  |
| lead to the smile               | PCゲーム『とらバ!』オープニングテーマ                                            |
| Got it!!                        | PCゲーム『夏色あさがおレジデンス』挿入歌                                         |
| 希望 〜NOZOMI・明日への架け橋〜 | PCゲーム『サナララR』エンディングテーマ                                          |

### 歌詞提供
※ 全て 桐島愛里 名義
- 金元寿子

「恋はワン・ツー 〜あなたはモンスター〜」 作曲・編曲：井内舞子、コーラス：桐島愛里
- 北村みのり

「Time Traveler」 作曲・編曲：井内舞子
「光舞う、いつもの場所で」 作曲・編曲：中沢伴行
- Pixy Lab.

「Sig-naL 〜0時過ぎのSpace soldier〜」 作曲：C.G mix、編曲：C.G mix・尾崎武士
- 柚子乃 and RINA

「Keep on!!」 作曲・編曲：高瀬一矢
「CAT -lonely lolita-」 作曲：尾崎武士、編曲：尾崎武士・中沢伴行
「Darlin'♥Darlin' 〜ふたりのカノジョ〜」 作曲・編曲：中沢伴行
「ROCK 'N' ROLL HERO」 作曲：中沢伴行、編曲：尾崎武士・中沢伴行
「Welcome to きゅんきゅんワンダーランド」 作曲・編曲：C.G mix
「始まりのshow down」 作曲・編曲：C.G mix
- RINA

「DUpliciTY」 作曲・編曲：C.G mix

## メディア

### テレビ
- アニソンぷらす（2011年7月18日、テレビ東京、ゲスト出演）

### ラジオ
- Larval@Station（2013年4月3日 - 2014年3月29日、FM北海道、AV Music Channel番組内コーナー）

## ライブ・イベント
2010年
- SHORT CIRCUITIII Premium Show IN TOKYO 2010（7月19日、SHIBUYA-AX）
- SHORT CIRCUITIII Premium Show IN OSAKA 2010（7月23日、BIG CAT）

2011年
- TRIBAL LINK 2011 in TOKYO（7月3日、STUDIO COAST）
- ビジュアルアーツ大感謝祭LIVE 2012 in YOKOHAMA ARENA －きみとかなでるあしたへのうた－（7月29日、横浜アリーナ）
- 東洋大学 第2回 こもれび祭（11月6日、東洋大学 川越キャンパス内 中央ステージ）
- IVE's presents - Holly Knight diffusion in TOKYO（12月23日、STUDIO COAST）

2012年
- STVラジオ開局50周年 ドキドキおまつりプラザ2012 Larval Stage Planning＆IKU I'veライブ（6月15日、札幌パークホテル 西駐車場 特設会場）
- Anison-R 〜マンガ・アニメ研究部〜 リニューアルパーティー!!（10月15日、KRAPS HALL）
- きたまえ↑ 札幌☆マンガ・アニメフェスティバル プレイベント（12月23日、札幌芸術の森 アートホール）

2013年
- 新千歳空港アニメフェア2013（8月10日、新千歳空港2F センタープラザ）
- きたまえ↑ 札幌☆マンガ・アニメフェスティバル（9月1日、札幌芸術の森 アートホール）

2014年
- ニコニコ超会議3 超音楽祭（4月27日、幕張メッセ国際展示場） ※I’ve Special Unitとして出演
- 天体のメソッド制作発表会 in TOYAKOマンガ・アニメフェスタ2014（6月22日、北海道・洞爺湖文化センター）
- ランティス祭り キャラバンイベント in 新千歳空港アニメフェア2014（8月17日、新千歳空港）
- TOKYO アニメパーク BANDAI NAMCO ANIME CAMP 2014（9月20日、潮風公園 太陽の広場）
- master groove circle Club Party "NIJIIRO"（10月11日、STUDIO COAST）
- とまこまいコスプレフェスタ第2幕（11月2日、グランドホテルニュー王子）
- ランティス15周年記念ライブ ランティス祭り 東北公園（11月15日、ゼビオアリーナ仙台）
- SAGA PLANETS FIRST SONIC ～花咲ワークフェス2014～（11月24日、横浜ベイホール）
- AV Live Channel side:A（12月6日、cube garden）

2015年
- さっぽろ雪まつり「Anison-R 〜マンガ・アニメ研究部〜」公開録音（2月8日、大通公園 11丁目会場）
- IVE 15th ANNIVERSARY “PRELUDE”（1月12日・2月14日・15日、札幌・名古屋・大阪の3ヶ所にて）
- IVE RADICAL ENSEMBLE OF 15th ANNIVERSARY（3月15日、TOKYO DOME CITY HALL）
- 天体のメソッド プレミアムイベント（4月26日、新宿文化センター大ホール）
- モグモール（7月10日・9月18日、札幌・Sound Lab mole）
- Xi-lium vol.54（8月9日、東京・秋葉原MOGRA） ※ゲスト出演
- 小樽アニメパーティー（9月6日、北海道・小樽市民センター マリンホール）
- FANJ Premium Night 2015（9月19日、京都FANJ）

2016年
- A-LiVE ～4th LiVE～（1月30日、名古屋・大須X-HALL）
- 名古屋市公会堂 桜開花！！アニソン春祭り（3月20日、名古屋市公会堂 大ホール）
- アニモール（4月1日、札幌・Sound Lab mole）
- たぬツイ（6月17日・7月8日・8月16日・9月7日、札幌・Sound Lab mole） ※@iRI名義でDJ出演
- 縁側（9月13日、札幌・Sound Lab mole） ※@iRI名義でDJ出演
- ようこそ2丁目へ（10月28日、札幌・Sound Lab mole） ※@iRI名義でDJ出演
- 不撓不屈のリフレイン（12月3日、札幌・Sound Lab mole） ※@iRI名義でDJ出演
- NEW YORK NIGHT（12月19日、札幌DUCE） ※@iRI名義でDJ出演

2017年
- たぬツイ（1月13日・6月20日、札幌・Sound Lab mole） ※DJ AIRI KIRISHIMA名義でDJ出演
- sprite LIVE 2017（2月4日、ディファ有明）
- モグモール（3月10日、札幌・Sound Lab mole） ※DJ AIRI KIRISHIMA名義でDJ出演
- ようこそ2丁目へ（3月19日・5月2日、札幌・Sound Lab mole） ※DJ AIRI KIRISHIMA名義でDJ出演
- 春のうたごえ2017 ～花も団子も～（4月2日、東京・大塚Hearts+）
- ほぼアニ（5月27日・6月10日、札幌・Sound Lab mole） ※DJ AIRI KIRISHIMA名義でDJ出演
- TOYAKOマンガ・アニメフェスタ スペシャルステージ2017（6月25日、北海道・洞爺湖文化センター）